# Henri Gagnebin
Henri Gagnebin (* 13. März 1886 in Lüttich; † 2. Juni 1977 in Genf) war ein Schweizer Komponist.
Er studierte Orgel bei Louis Vierne, Kompositionslehre und Orchestrierung bei Vincent d’Indy und Joseph Lauber. Von 1925 bis 1957 war er Direktor des Genfer Konservatoriums. Enge Freundschaften verbanden ihn mit Mstislav Rostropovich, Arthur Rubinstein, Ernest Ansermet, Andrés Segovia und Frank Martin. 1971 wurde er als assoziiertes Mitglied in die Académie royale des Sciences, des Lettres et des Beaux-Arts de Belgique (Classe des Beaux-Arts) aufgenommen. 1977 starb er in Genf.

## Werke
- Orgel- und Klavierwerke (darunter vier Klaviertoccaten)
- vier Symphonien
- zwei Ballette
- ein Streichtrio
- vier Streichquartette
- Konzert für Klavier und Orchester
- „Trois pièces à Andrés Segovia“
- „Eglogue“ für Klarinette oder Violine und Gitarre
- „Sonata da Chiesa, per la Pasqua“ für Trompete und Orgel
- „Messe Latine sur des vieux Noels“

## Oratorien
- Saint-François d’Assise
- Requiem des Vanités du Monde
- Chant pour le Jours des Morts et la Toussaint
- Les Mystères de la Foi
- Le Psaume 104